# Laura Tarantola
Laura Tarantola (8 de junho de 1994) é uma remadora francesa, medalhista olímpica.

## Carreira
Tarantola conquistou a medalha de prata nos Jogos Olímpicos de Verão de 2020 em Tóquio na prova de skiff duplo leve feminino, ao lado de Claire Bové, com o tempo de 6:47.68.